# Ratni slon
Ratni slon je slon koji je treniran i vođen od strane ljudi. Njihova glavna svrha bila je
probijanje ratnih linija i plašenje neprijatelja.
Ratni slonovi su bili glavni element velikih borbi u toku srednjeg veka ali njihovo korišćenje je smanjeno tokom ranog novog veka usled širenja vatrenog oružja. Ali je njihovo korišćenje u borbi nastavljeno u nekim delovima sveta poput Tajlanda i Vietnama do 19. veka.

## Dresiranje
Jahač, dreser ili čuvar slonova se zove mahaut. Mahauti su odgovorni za hvatanje i rukovanje slonovima. Da bi to postigli, oni koriste metalne lance i specijaliziranu kuku zvanu ankus ili slonovski god. Prema Čanakjevom zapisu u Artašastri, prvo bi mahaut morao da navikne slona da bude vođen. Slon bi morao da nauči kako da podignesvoje noge da bi pomogao jahaču da se popne. Zatim se slonovi uče da trče i manevrišu oko prepreka i da se kreću u formaciji. Ti slonovi bi bili sposobni da nauče kako da sistematski gaze i napadaju neprijatelje.
Prva pripitomljena slonovska vrsta je bio azijski slon, koji je korišten za poljoprivredne svrhe. Pripitomljavanje slonova – ne potpuna domestikacija, pošto su oni još uvek hvatani u divljini, umesto da se uzgajaju u zatočeništvu – se pretpostavlja da je započeta na tri različita mesta. Najstarija evidencija potiče iz civilizacije doline Inda, iz perioda oko 4500. p. n. e.. Arheološka evidencija za prisustvo divljih slonova u dolini Žute reke tokom perioda dinastije Šang (1600–1100. p. n. e.) ukazuje na to da su slonovi takođe korišteni u ratovanju. Populacije divljih slonova u Mesopotamiji i Kini su brzo opale usled deforestacije i rasta ljuske populacije: do c. 850. p. n. e. mesopotamijski slonovi su bili izumrli, i do c. 500. p. n. e. kineski slonovi su imali ozbiljno umanjene populacije i ograničeni na oblasti daleko na jug od Žute reke.
Hvatanje slonova iz divljine i dalje je bio težak zadatak, ali neophodan s obzirom na teškoće uzgoja u zatočeništvu i dugo vreme potrebno da slon dostigne dovoljnu zrelost da se uključi u bitku. Šezdesetogodišnji ratni slonovi uvek su se smatrali najpogodnijim za borbenu službu, a pokloni slonova ovog doba smatrali su se posebno izdašnim. U današnje vreme se smatra da je slon na svom vrhuncu sposobnosti i snage u starostnom opsegu 25 do 40. Mada se, čak i slonovi stari 80 godina koriste u lovu na tigrove, jer su disciplinovaniji i iskusniji.‍:p. 81

## Srednji vek
Kušansko carstvo je osvojilo veći deo severne Indije. Carstvo je usvojilo ratne slonove kada je regrutovalo trupe dok su se širili na Indijski potkontinent. Vajavej opisuje kako je stanovništvo istočne Indije jahalo slonove u bitku, ali trenutno pružaju vojnu službu i poreze Judžima (Kušanima). Hou Hanšu dodatno opisuje Kušane kako stiču bogatstva uključujući slonove kao deo svojih osvajanja. Car Kaniška je okupio veliku vojsku od svojih podaničkih naroda, uključujući slonove iz Indije. Planirao je da napadne Tarimska kraljevstva i poslao je prethodnicu indijskih trupa predvođenih belim slonovima. Međutim, kada su prešli Pamirske planine, slonovi i konji u prethodnici nisu bili voljni da napreduju. Za Kanišku se tada kaže da je imao versko otkrivenje i odbacio nasilje.
Carstvo Gupta pokazalo je široku upotrebu slonova u ratu i značajno se proširilo pod vladavinom Samudragupte. Lokalni odredi od kojih se svaki sastojao od jednog slona, jedne kočije, tri naoružana konjanika i pet pešaka štitili su guptska sela od prepada i pobuna. U vreme rata, odredi su se udruživali da bi formirali moćnu kraljevsku vojsku. Carstvo Gupta je zapošljavalo 'Mahapilupatija', poziciju oficira zaduženog za slonove. Carevi kao što je Kumaragupta kovali su novčiće sa prikazanim jahačima slonova i lovaca na lavove.
Harša je uspostavio hegemoniju nad većim delom severne Indije. Haršačarita koju je sastavio Banabatu opisuje vojsku pod Haršinom vlašću. Slično Gupta carstvu, njegova vojska se sastojala od pešadije, konjice i slonova. Harša je dobio ratne slonove kao danak i poklone od vazala. Neke slonove su takođe nabavili šumari iz džungle. Slonovi su dodatno uzimani iz poraženih vojski. Bana dodatno opisuje ishranu slonova, beležeći da je svaki konzumirao po 600 funti stočne hrane koja se sastojala od drveća sa mangom i šećernom trskom.
Dinastija Čola i Zapadno carstvo Čalukja održavali su veliki broj ratnih slonova u 11. i 12. veku. Ratni slonovi iz dinastije Čola nosili su na svojim leđima borbene kule koje su bile ispunjene vojnicima koji su pucali na velike udaljenosti. Vojska carstva Pala je bila poznata po svom ogromnom korpusu slonova, sa procenama u rasponu od 5.000 do 50.000.
Gaznavidi su bili prvi među islamskim dinastijama koji su uključili ratne slonove u svoje taktičke teorije. Takođe su koristili veliki broj slonova u svojim bitkama. Gaznavidi su svoje slonove stekli kao danak od hinduističkih prinčeva i kao ratnu pljačku. Izvori obično navode broj uhvaćenih zveri, a oni su često bili na stotine, kao što je 350 iz Kanuja i 185 iz Mahabana 409/1018-19, i 580 iz Raža Gand u 410/1019-20. Utbi beleži da je ekspedicija Tanesar 405/1014-15 bila izazvana Mahmadovom željom da dobije neke od specijalne rase slonova Šri Lanke koji su odlični u ratnim dejstvima.
Kralj Radžasing I je opsedao portugalsku tvrđavu u Kolombu, Šri Lanka, 1558. godine sa vojskom koja je imala 2.200 slonova, korišćenih za logistiku i opsade. Šrilančani su nastavili svoju ponosnu tradiciju u hvatanju i obuci slonova iz davnina. Službenik zadužen za kraljevske štale, uključujući hvatanje slonova, zvao se Gadžanajaki Nilam, dok je položaj Kuruve Lekam kontrolisao Kuruve ili slonovsko osoblje. Obuka ratnih slonova bila je dužnost klana Kuruve koji je došao pod svoj Muhandiram, administrativno mesto Šri Lanke.

## Literatura
- Andrade, Tonio (2016), The Gunpowder Age: China, Military Innovation, and the Rise of the West in World History, Princeton University Press, ISBN 978-0-691-13597-7.
- Chakrvarti, P. (2003). The Art of War in Ancient India..
- Charles, Michael B (2007). „The Rise of the Sassanian Elephant Corps: Elephants and the Later Roman Empire”. Iranica Antiqua. 42: 301—346. doi:10.2143/IA.42.0.2017880.
- Chinnock, E. J. (1884). The Anabasis of Alexander: The Battle of Gaugamela by Arrian.. (trans).
- Davis, Paul K. 100 Decisive Battles from Ancient Times to the Present: The World's Major Battles and How They Shaped History. (1999)
- Ebrey, Patricia Buckley, Anne Walthall, James Palais (2006). East Asia: A Cultural, Social, and Political History. ISBN 978-0-618-13384-0.. Boston: Houghton Mifflin Company. .
- Fox, Robin L. Alexander the Great. 2004. ISBN 978-0-14-102076-1.. Penguin. .
- Goldworthy, Adrian Goldsworthy, Adrian (2003). The Fall of Carthage: The Punic Wars 265-146 BC. Orion Publishing. ISBN 978-0-304-36642-2.. Orion. .
- Gowers, William. „The African Elephant in Warfare”. African Affairs. 46 (182)..
- Jayawardhene, Jayantha (1994). Elephant in Sri Lanka..
- Joregensen, Christer, Eric Niderost and Rob S. Rice. Fighting Techniques of the Oriental World.. Amber Books (2008).
- Keegan, John Keegan, John (1993). A History of Warfare. Knopf Doubleday Publishing. ISBN 978-0-679-73082-8.. Pimlico. .
- Kistler, John M. (2006). War Elephants. Westport, CT: Praeger..
- Nossov, Konstantin (2008). War Elephants. Bloomsbury USA. ISBN 978-1-84603-268-4..
- Peers, C.J. (2006), Soldiers of the Dragon: Chinese Armies 1500 BC - AD 1840, Osprey Publishing Ltd
- Rance, Philip (2003). „Elephants in Warfare in Late Antiquity” (PDF). Acta Antiqua Academiae Scientiarum Hungaricae. 43 (3–4): 355—384. doi:10.1556/AAnt.43.2003.3-4.10.
- Rance, Philip, „Hannibal, Elephants and Turrets in Suda Θ 438 [Polybius Fr. 162B] – An Unidentified Fragment of Diodorus”. Classical Quarterly. 59 (1): 91—111. 2009.,
- Rawlinson, George (јул 2006). The Seven Great Monarchies of the Ancient Eastern World: The Seventh Monarchy: History of the Sassanian or New Persian Empire. Kessinger. ISBN 978-1-4286-4792-3.. (1885; reprint 2007). .
- Said, Edward Said, Edward W. (1978). Orientalism. Knopf Doubleday Publishing. ISBN 978-0-394-74067-6..
- Sankalia, H.D. (1991). Ramayana: Myth or Reality. People's Publishing House (P).. New Delhi (1963).
- Schafer, Edward H. „War Elephants in Ancient and Medieval China”. Oriens. 10 (2). (1957): 289–291.
- Scullard, H. (1948). „Hannibal's elephants”. Numismatic Chronicle. (ser. 6) 8  158-68
- Scullard, H. H (1974). The Elephant in the Greek and Roman World. London. ISBN 978-0-500-40025-8..
- Sun, Laichen (2003). „Chinese Military Technology and Dai Viet: c. 1390-1497”. Asia Research Institute Working Paper Series No. 11., Asia Research Institute, Singapore .
- White, Horace (ed) Appian, The Foreign Wars. 1899..
- Mus, Paul (1929). „Etudes indiennes et indochinoises, III. Les balistes du Bàyon”. Bulletin de l'École française d'Extrême-Orient. 29 (1): 331—341. doi:10.3406/befeo.1929.3243.
- Jacq-Hergoualc'h, Michel (2007). The Armies of Angkor: Military Structure and Weaponry of the Khmers (на језику: енглески). Orchid Press. ISBN 978-974-524-096-4.
- Mus, Paul (1929). „Etudes indiennes et indochinoises, III. Les balistes du Bàyon”. Bulletin de l'École française d'Extrême-Orient. 29 (1): 333. doi:10.3406/befeo.1929.3243.
- Groslier, George (1921). Recherches sur les Cambodgiens d'aprés les textes et les monuments depuis les premiers siècles de notre ére;. Duke University Libraries. Paris, A. Challamel. стр. 90.
- Jacq-Hergoualc'h, Michel (2007). The Armies of Angkor: Military Structure and Weaponry of the Khmers (на језику: енглески). Orchid Press. стр. 27. ISBN 978-974-524-096-4.
- Maspero, Georges (1910). „Le royaume de Champa”. T'oung Pao. 11 (1): 125—136. ISSN 0082-5433. JSTOR 4526131. doi:10.1163/156853210X00036.
- Nicolle, David (1996). Sassanian Armies : the Iranian empire early 3rd to mid-7th centuries AD. Montvert. ISBN 1-874101-08-6.
- Rance, Philip (2003). „Elephants in Warfare in Late Antiquity” (PDF). Acta Antiqua Academiae Scientiarum Hungaricae. 43 (3–4): 355—384. doi:10.1556/aant.43.2003.3-4.10.
- Wilcox, Peter (2001). Rome's Enemies 3: Parthians and Sassanid Persians. Osprey. ISBN 0-85045-688-6.